# Meg Pfeiffer

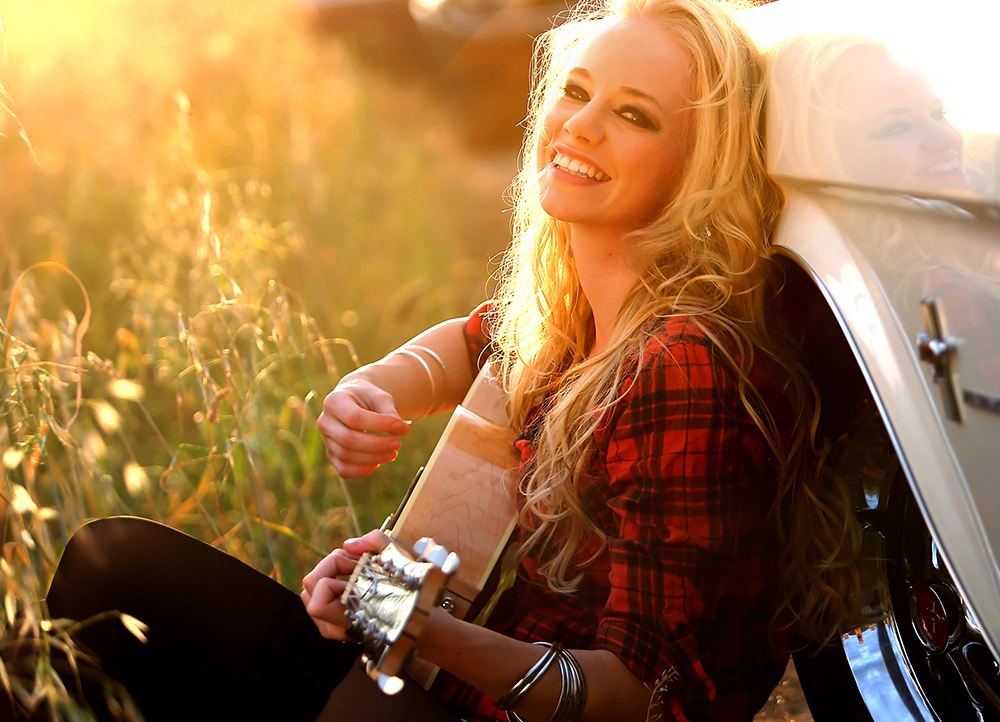
Meg Pfeiffer en 2015.

Meg Pfeiffer, (Halle, Alemania, 1 de septiembre de 1983) es una cantante que se hizo popular en 2010 con su segundo álbum, 'Bullrider'. En el álbum destaca la versión de la canción de Lady Gaga, Poker Face, que también sería su primer sencillo. La discográfica de la cantante es Sony Music.

## Carrera
En el año 2006, lanzó su primer álbum 'Man From The Woods' de manera independiente, bajo ningún sello discográfico. En 2010 lanzó su segundo álbum 'Bullrider' bajo el sello de Sony Music, el cual le otorgó más popularidad. 'Nope', su tercer álbum, fue lanzado en 2020, y dos años después lanzó 'Unsent' junto a Luca Stricagnoli.

## Discografía

### Bullrider (2010)[3]
1. Poker Face
2. American Boy
3. Bodies
4. I Kissed A Girl
5. I Will Love You Monday
6. Love Is Easy
7. 4 Minutes
8. Someone
9. Piece Of Me
10. Johnny Goes Bananas
11. Maneater
12. Use Somebody

### Nope (2020)
1. Survive
2. Boss
3. Tommy
4. New York
5. You Don't Have To Go
6. Million Excuses
7. Never Enough
8. Blue
9. This Is How You End A Friendship
10. Mosaic Woman
11. Just The Way You Are
12. Ain't Got No Groove
13. Promises Are Simple
14. I Don't Care
15. Remember
16. You Don't Have To Like Me
17. China In Your Hand
18. Alive
19. Meggie's Love - Demo Track
20. Is It All That I've Wanted - Demo Track
21. When You Lost My Respect - Demo Track
22. I've Seen Enough - Demo Track
23. Time - Demo Track

### Unsent (2022)
1. Hunter
2. Change The World
3. All Night Long
4. Happy
5. I Do What I Want
6. Hallelujah
7. In New York
8. Parking Lot
9. Machine
10. Miss You
11. Bad People
12. Telling Me
13. Messed Up
14. Gotta Love
15. And Then There's Me
16. Run as Fast as You Can
17. Drowning King
18. My Way
19. Woman
20. Alone
21. All You See in Me
22. Don't Wait for Me